# Кузин, Александр Михайлович
Алекса́ндр Миха́йлович Ку́зин (17 (30) мая 1906 — 26 июля 1999) — советский биофизик и радиобиолог. Член-корреспондент АН СССР (1960). Член КПСС с 1946 года.

## Биографические сведения
Окончил химическое отделение физико-математического факультета Московского университета (1929), затем аспирантуру на кафедре органической химии уже образованного к тому времени химического факультета.
В 1930—1938 работал в 1-м Московском медицинском институте. Доктор биологических наук (1938). В 1938—1951 (с перерывом) — профессор, заведующий кафедрой 3-го Московского медицинского института.
Во время войны работал в Микробиологическом институте, производившем сыворотки и вакцины для фронта. В 1947 г. по приглашению А. И. Опарина возглавил лабораторию биохимии фотосинтеза углеводов в растениях Института биохимии им. А. Н. Баха АН СССР.
В 1950 г. организует лабораторию биофизики, изотопов и излучений при Отделении биологических наук АН СССР для разработки методов радиоавтографии и радиохроматографии. Изучал механизм воздействия ионизирующего излучения на живой организм, природные защитные молекулярные реакции клетки.
Организатор и первый директор Института биофизики АН СССР (1952—1957), затем заведующий отделом радиобиологии института биофизики АН СССР. Первое распоряжение Президиума АН СССР о том, чтобы Лабораторию биофизики, изотопов и излучения преобразовать в Институт биологической физики, появилось 8 августа 1952 года, и в январе 1953 г. Постановлением Президиума АН СССР А. М. Кузин был утверждён директором этого нового института.
Главный редактор журналов «Биофизика» (1956—1961) и «Радиобиология» (1961—1989).
Основные труды по биохимии и молекулярным основам действия ионизирующих излучений на живые организмы, в частности радиационного поражения клетки. Открыл образование ингибиторов роста в облученных тканях растений (1968). Автор структурно-метаболической теории в радиобиологии (1970—1986).
Награждён орденами и медалями. Лауреат Государственной премии СССР (1987 год) за исследования механизмов лучевой гибели лимфоидных клеток.
С 1957 г. — эксперт Комитета по действию ионизирующих излучений при ООН. Один из основателей Пагуошского движения учёных против ядерной войны. В знак своих заслуг на этом поприще он получил звание доктора honoris causa Лидского университета, свидетельство об этом почётном звании ему было вручено из рук королевы Великобритании Елизаветы.
Похоронен на Донском кладбище.

## Научные труды
За время научной деятельности им было опубликовано 8 личных монографий, 8 коллективных монографий, 30 научно-популярных статей, 2 учебника и более 500 научных статей.

### Список произведений
- Радиационная биохимия. — М., 1962.
- Молекулярные механизмы биологического действия радиации высоких энергий. — М., 1968.
- Структурно-метаболическая гипотеза в радиобиологии. — М., 1970.
- Проблемы радиобиологии. — М., 1970.
- Молекулярная радиобиология клеточного ядра. — М., 1973.
- Кузин А. М. Структурно-метаболическая теория в радиобиологии. — М.: Наука, 1986.
- Душа. Информация. Смысл жизни. — Пущино: ОНТИ ПНЦ АН СССР, 1991.
- Роль природного радиоактивного фона и вторичного биогенного излучения в явлении жизни. — М.: Наука, 2002. — 79 с. — 500 экз. — ISBN 5-02-006416-5.